# Roderick McMahon
Roderick James McMahon (26 de maio de 1882 - 22 de novembro de 1954), mais conhecido como Jess McMahon, foi um promotor profissional de wrestling e boxe.

## Vida pessoal
Roderick se casou com Rose, que era descendente de Irlandeses, e juntos tiveram três filhos, Vincent J. McMahon, Roderick Jr. e Dorothy. Seu neto, Vincent Kennedy McMahon atualmente é o dono da WWE. Vince continuou a tradição da família no wrestling e teve dois filhos. Shane McMahon e Stephanie McMahon, que também trabalham nos cargos principais da empresa.